# Palparidius capicola
Palparidius capicola is een insect uit de familie van de mierenleeuwen (Myrmeleontidae), die tot de orde netvleugeligen (Neuroptera) behoort. 
Palparidius capicola is voor het eerst wetenschappelijk beschreven door Péringuey in 1910.